# Linozonium mexicanum
Linozonium mexicanum är en mångfotingart som först beskrevs av Jean-Henri Humbert och Henri Saussure 1869.  Linozonium mexicanum ingår i släktet Linozonium och familjen Siphonophoridae. Inga underarter finns listade i Catalogue of Life.